# Apamea hammoniensis
Apamea hammoniensis är en fjärilsart som beskrevs av Christian Johannes Amandus Sauber 1899. Apamea hammoniensis ingår i släktet Apamea och familjen nattflyn. Inga underarter finns listade i Catalogue of Life.